# Hemistola lucidata
Hemistola lucidata là một loài bướm đêm trong họ Geometridae.